# 大川道代
大川 道代（おおかわ みちよ - ）は日本の言語学者。青山学院大学文学部英米文学科准教授。専門は英語教育、パフォーマンス・スタディーズ、スピーチ・コミュニケーション。東京国際大学を卒業後、南イリノイ大学大学院修士課程にてM.A.を取得（スピーチ・コミュニケーション）。
獨協大学外国語学非常勤講師、茨城大学専任講師・助教授を経て、青山学院大学准教授に就任。。

## 著書
- 2000“Interactive Theatre and Its Application to English as a Foreign Language.”（共著） JACET Bulletin 31, pp. 1-19. ISSN 0285-8673、NAID 110003726701
- 2001『英語科教育の基礎と実践（改訂版）』JACET教育問題研究会　三修社 pp. 144-151, pp. 169-176. ISBN 4384011512
- 2002『オーラル・コミュニケーションの理論と実践』JACETオーラル・コミュニケーション研究会　三修社 pp.3-5, pp.255-288. ISBN 4384011830
- 2013『オーラル・コミュニケーションの新しい地平』（共著）　文教大学出版部 pp.191-218, pp.247-265. ISBN 978-4904035337

## 受賞
- 2003：大学英語教育学会（JACET）実践賞『オーラル・コミュニケーションの理論と実践』

## 研究実績
- 1996 大学におけるパフォーマンス教育の総合的カリキュラムの開発研究（奨励研究(A)）
- 2001 国際化・多様化をめざす大学授業の創出（研究分担）（国内共同研究）
- 2002〜2004 遠隔合同授業による英語コミュニケーション能力の育成（科学研究費補助金）（基盤研究(C)(研究分担者)）
- 2010 青山学院大学英米文学科におけるパフォーマンス研究の取り組み（獨協大学外国語学部、大学院外国語学研究科主催パネル・ディスカッション（単独））
- 2012 Oral Communication Festival　as a Holistic Approach to Integrating Thought and Art  （The JACET 51st　International Convention（共同））